# Самоходная артиллерийская установка
Самоходная артиллерийская установка (САУ, разг. Самоходка, Самоход, уст. Артсамоход) — боевая машина, представляющая собой артиллерийское орудие, смонтированное на самодвижущемся (самоходном) шасси и предназначенное для стрельбы с закрытых позиций и непосредственной огневой поддержки танков и пехоты в бою. Также отдельно производители по типу орудия (см. классификацию ниже) выделяют самоходные артиллерийские орудия (САО), которые оснащены как правило гаубицами-пушками-миномётами (например на основе 2А51 или 2А60, ЛП-77, 2А80 на разных шасси), которые в самоходном варианте появились благодаря требованиям ВДВ. 
К самоходно-артиллерийским установкам следует относить все боевые бронированные самоходные машины со ствольным артиллерийским вооружением, кроме танков, БТР, БМД и БМП. Отличие от бронетранспортёров и боевых машин пехоты состоит в том, что на САУ нет спешиваемого десанта, но есть мощное артиллерийское вооружение.
Отличие от танка состоит в том, что САУ — это именно полноценное артиллерийское орудие на самоходном шасси, тогда как танк вооружается специальным артиллерийским орудием — танковой пушкой.
Виды и назначение САУ очень многообразны: они могут быть как бронированными, так и не бронированными, использовать колёсное или гусеничное шасси. САУ может иметь полноповоротную башенную или неподвижную рубочную установку орудия. Некоторые из САУ с башенной установкой орудия очень сильно напоминают танки, однако они отличаются от танков балансом «броня-вооружение» и тактикой боевого применения.
По советской классификации 1933 года «О системе броневого и танкового вооружения РККА» самоходная артиллерийская установка (на агрегатах общевойскового танка) являлась типом специального танка, а до этого называлась самоходная установка (СУ) или артиллерийский танк (АТ).
В Боевом уставе бронетанковых и механизированных войск РККА 1944 года, часть 1 (танк, танковый взвод, танковая рота) называется самоходным орудием и является по предназначению типом боевой машины.
В период Второй мировой войны произошло эволюционное разделение САУ на противотанковые САУ, штурмовые САУ, самоходные гаубицы и зенитные САУ. В боевом применении роли этих машин пересекались, но применение САУ в неподходящих для них тактических условиях приводило к снижению эффективности и неоправданным потерям.
- Противотанковые САУ обладали высокой подвижностью, пушками высокой баллистики, способными бороться с танками противника, также имели легкое или существенное бронирование лишь в лобовой проекции.
- Штурмовые САУ предназначались для прорыва укреплённой обороны противника. Они вооружались орудиями крупного калибра, приспособленными для разрушения полевых укреплений. Имели тяжёлое бронирование, позволяющее им действовать на переднем крае под огнём противника. Штурмовые САУ обычно имели ограниченную подвижность. Их тактическая роль пересекалась с ролью тяжёлых танков. В случае необходимости они применялись и в роли противотанковых, однако низкая скорострельность, ограниченный боекомплект и часто невысокая начальная скорость крупнокалиберного гаубичного снаряда существенно снижали их эффективность как противотанковых средств.
- Самоходные гаубицы предназначены для стрельбы с закрытых позиций. Они обычно имеют среднюю подвижность и лёгкое бронирование или открытую установку орудия.

В послевоенный период в связи с усовершенствованием основных танков самоходные артиллерийские орудия в основном утратили свою роль как противотанковое средство и инструмент прорыва обороны противника. Послевоенные САУ являются почти исключительно самоходными гаубицами и зенитными самоходными установками.

## Отличия САУ от танков
Самоходные орудия отличаются от танков принципами боевого применения и характером решаемых ими задач. Прежде всего это касается баланса огневой мощи, защищённости и подвижности, гармоничное сочетание которых определяет, в частности, сущность танка или любой другой боевой машины.
САУ — разновидность артиллерии, обладающая высокой подвижностью и проходимостью и достаточной защищённостью, что позволяет ей обеспечивать непрерывное огневое сопровождение движущихся войск. САУ, как правило, не вооружаются пулемётами. Танки же способны действовать как с пехотой, так и самостоятельно. Также танки вооружаются пулемётами. Главная же задача САУ — ведение артиллерийского огня в сочетании с позиционным манёвром.
Ударное вооружение САУ мощнее такового у танка, но САУ защищена хуже танка той же массы. Броня САУ предназначена, прежде всего, для защиты от стрелкового оружия десантных и разведывательных подразделений противника, а также от осколков осколочных и осколочно-фугасных снарядов, что и определяет отсутствие динамической и активной защиты. При этом мощность вооружения артиллерийских установок значительно больше, чем у танков. Это определяет большую длину и вес ствола, более совершенное навигационное и прицельное оборудование, наличие баллистических вычислителей (программных приложений в боевых компьютерах современных САУ) и других вспомогательных средств, повышающих эффективность стрельбы. Особо следует обратить внимание на орудие САУ, которое является стандартным артиллерийским орудием, со всеми следующими из этого преимуществами над танковым орудием (в частности в баллистике и способности стрелять с закрытых позиций), тогда как танковое орудие (в том числе, в силу своей баллистики) предназначено только для стрельбы прямой наводкой (в современных танках обеспечивается электронными приборами). Также современное танковое орудие гладкоствольное, что дает ему возможность стрелять как артиллерийскими, так и реактивными снарядами, но лишает некоторых преимуществ нарезного орудия.

## Отличие САУ от буксируемой артиллерии
Самоходные артиллерийские установки имеют в сравнении с буксируемыми орудиями как достоинства так и недостатки.
К достоинствам следует отнести:
- Более высокую в сравнении с буксируемыми орудиями мобильность, быстроту развёртывания и свёртывания огневой позиции.
- В случае наличия закрытой рубки, башни или броневого ограждения более высокую защищённость расчёта от огня противника.
- Наличие силовой установки позволяет механизировать операции наведения, заряжания орудия и манипуляции с боеприпасами.
- Наличие самоходного шасси позволяет установить оборудование самоокапывания.
- Автоматизация заряжания и наведения позволяет существенно повысить скорострельность орудия и реализовать режим одновременного поражения несколькими снарядами[англ.], приблизив тактические возможности ствольной артиллерии к реактивным системам залпового огня.
- В случае наличия закрытой рубки или кабины возможна защита экипажа от поражающих факторов ОМП и неблагоприятных погодных условий.
- Самоходные артиллерийские установки менее зависимы от вспомогательного транспорта.
- На зенитных самоходных артиллерийских установках наличие самоходного шасси позволяет установить радиолокационные станции для обнаружения целей и наведения.
- Возможность использования артиллерийских систем слишком громоздких для буксируемого шасси.

Недостатками в сравнении с буксируемой артиллерией являются:
- Высокая стоимость производства и эксплуатации.
- Ограниченная стратегическая и оперативная мобильность.
- Зависимость от наличия горюче-смазочных материалов и ремонтной базы.
- В случае установки орудия в закрытой рубке или башне стеснённые условия работы расчёта, загазованность боевого отделения.
- Более ограниченный выбор огневых позиций связанный с ограниченной проходимостью и трудностью маскировки САУ.

Высокая автономность, возможность быстрой смены позиций, наличие бронирования обеспечивают высокую выживаемость САУ на поле боя, их большую устойчивость к контрбатарейному огню, что частично компенсирует их высокую стоимость.
Использование буксируемой артиллерии сильно осложнено в условиях применения ОМП, что привело к массовой разработке САУ с закрытыми боевыми отделениями в послевоенный период.
В то же время, самоходные орудия (особенно тяжёлые штурмовые орудия) обладают гораздо большими размерами и массой в сравнении с буксируемыми аналогами, что существенно усложняет их транспортировку железнодорожным и авиатранспортом, преодоление водных преград, требует наличия ремонтной базы и существенных запасов ГСМ.
Способность САУ перемещаться в составе механизированных частей позволяет существенно повысить их огневую мощь в наступательных операциях, в обороне же оперативно реагировать на перемещения и прорывы противника.

## Российская (советская) классификация самоходно-артиллерийских установок

### По типу орудия
По типу орудия САУ делятся на следующие классы:
- самоходные пушки
- самоходные гаубицы
- самоходные гаубицы-пушки
- самоходные миномёты
- самоходные гаубицы-пушки-миномёты (например на основе пушки 2А51 или 2А60, ЛП-77, 2А80)

### По боевой массе
По боевой массе САУ делятся на следующие классы:
- лёгкие (до 20 тонн)
- средние (до 40 тонн)
- тяжелые (свыше 40 тонн)

### По калибру орудия
По калибру орудия САУ также делятся на:
- лёгкие (до 50 мм)
- средние (не более 122 мм)
- тяжелые (152 мм и более)

Начиная со Второй мировой войны практически все легковооружённые САУ — зенитные.

### По компоновке
По расположению боевого отделения САУ делятся на следующие типы:
- с передним расположением боевого отделения
- со средним расположением боевого отделения
- с задним расположением боевого отделения

### По броневой защите
По броневой защите боевого отделения САУ делятся на следующие типы:
- полностью бронированные (закрытого типа)
- частично бронированные
  - полузакрытого типа — у этих САУ боевые рубки не имели крыши
  - открытого типа — у этих САУ боевые рубки отсутствовали, орудия устанавливались непосредственно на платформе, а расчёт защищался только броневым щитом орудия.

### По назначению
В послевоенные годы в СССР было проведено изучение и обобщение боевого опыта, на основании которого была произведена классификация самоходных артиллерийских орудий. В зависимости от назначения они подразделялись на следующие группы:
- противотанковые САУ (истребители танков) — предназначались для борьбы с танками противника и его противотанковыми средствами при сопровождении своих войск.
- штурмовые самоходные орудия (истребители ДОТов) — использовались для разрушения прямой наводкой прочных долговременных сооружений на переднем крае обороны противника (например советские СУ-152/ИСУ-152 довольно часто использовались в качестве противоДОТных орудий)
- самоходные артиллерийские установки сопровождения (самоходные гаубицы) — сопровождали огнём стрелковые и моторизованные части и соединения, выполняя задачи поражения живой силы и огневых средств противника, а также борьбы со средними и лёгкими танками. (СУ-122 и СУ-152/ИСУ-152 как раз были предназначены именно для такого боевого применения. Но были эффективны и против тяжёлых танков. Так СУ-152/ИСУ-152 уничтожала танки «Тигр» и фугасными снарядами.)
- зенитные самоходные установки — служили для прикрытия войск от атак с воздуха на марше и в ходе наступления.
- специальные самоходные установки — к ним относились миномётные и реактивные установки, а также полевые ракетные пусковые установки на самоходной базе.

## Классификация вермахта
Вермахт использовал довольно сложную систему классификации бронетехники. Армейская классификация включала следующие типы бронетехники, которые могут быть отнесены к САУ:
- Flakpanzer (Flak Pz.) — зенитный танк

- Jagdpanzer (Jagd Pz.) — истребитель танков (противотанковая САУ на базе основного танка)
- Panzerjäger (Pz.Jäg.) — противотанковая САУ на базе устаревших танков, бронетранспортёров и т. п.
- Sturmgeschütz (StuG) — штурмовое орудие
- Sturmhaubitze (StuH) — штурмовая гаубица
- Selbstfahrlafette (Sfl.) — самоходная полевая артсистема

## Тактика применения САУ
Согласно современной концепции ведения боя основными областями применения самоходно-артиллерийских установок являются задачи мобильной поддержки артиллерийским огнём с закрытых огневых позиций частей и подразделений других родов войск и артиллерийское наступление. Благодаря высокой мобильности, САУ способны сопровождать танки в ходе глубоких прорывов обороны противника, резко повышая боевые возможности прорвавшихся танковых и мотопехотных подразделений. Та же мобильность делает возможным внезапное нанесение по противнику артиллерийских ударов силами самоходной артиллерии самостоятельно без содействия иных родов войск. Для этого заранее методом полной подготовки рассчитываются все данные для стрельбы. САУ выдвигаются на огневую позицию, ведут огонь по противнику без пристрелки и иногда даже без корректировки, затем уходят с огневой позиции. Таким образом, когда противник определит местоположение огневой позиции и примет меры, будет поздно, — САУ там уже нет.
В случае прорыва вражеских танков и мотопехоты самоходки могут использоваться и как эффективное противотанковое средство. Для этого в их боекомплекте есть специальные типы снарядов, такие, как управляемый крылатый 152,4-мм артиллерийский снаряд «Краснополь». В последнее время САУ освоили новое для себя применение в роли «сверхтяжёлой противоснайперской винтовки», способной уничтожать вражеских снайперов в весьма трудных для поражения другими огневыми средствами условиях (например разрушать укрытия снайперов).
Вооружённые тактическими ядерными снарядами, одиночные САУ способны уничтожать крупные объекты, такие, как аэродромы, железнодорожные станции, форты (укреплённые населённые пункты) и скопления войск противника. При этом их снаряды практически не поддаются перехвату, в отличие от тактических ракет с ЯБЧ или самолётов с ядерными авиабомбами. Однако радиус возможных поражаемых целей и мощность ядерного взрыва артиллерийских боеприпасов существенно меньше, чем у авиабомб или тактических ракет.

## Компоновка САУ
Наиболее распространённые в настоящее время самоходные гаубицы, как правило, строятся либо на базе лёгких многоцелевых легкобронированных гусеничных машин, либо на базе танковых шасси. Однако и в том, и в другом случае компоновка узлов и агрегатов практически одинакова. В отличие от танка, башенная установка орудия располагается не в средней, а в задней части бронекорпуса машины для более удобной подачи боеприпасов с грунта. Соответственно моторно-трансмиссионная группа располагается в средней и/или передней части бронекорпуса. Из-за расположения трансмиссии в носовой части машины ведущими являются передние колёса (у современных танков, как правило, наоборот — ведущие колеса располагаются сзади). Рабочее место механика-водителя (отделение управления) находится рядом с коробкой передач по центру или левому борту машины, двигатель располагается между отделением управления и боевым отделением.
В боевом отделении находится расчёт орудия, возимый боезапас, подсистемы устройства и наведения орудия.
Артиллерийские ЗСУ (зенитные самоходные установки) по своим компоновочным решениям довольно разнообразны: для них может использоваться как описанный выше вариант компоновочной схемы самоходной гаубицы, так и размещение узлов и агрегатов по танковому образцу. Последнее характерно для советских артиллерийских ЗСУ (яркий пример ЗСУ «Шилка»). Иногда ЗСУ представляет собой танк, у которого штатная башня заменена на специальную со скорострельными орудиями ПВО и соответствующими системами наведения. В последнем случае это уже не ЗСУ, а полноценный танк ПВО. В некоторых случаях такой танк может быть использован и в качестве БМПТ. (Многие современные ЗСУ, как например российские «Тунгуска» и «Панцирь», — ракетно-артиллерийские.)
Существуют конструкции на тяжёлых автомобильных шасси, например, чешская 152-мм самоходная пушка-гаубица vz.77 «Дана» на шасси автомобиля Tatra-815 с колёсной формулой 8×8.

## Краткая история развития САУ
Русским военным теоретиком и практиком Дмитрием Алексеевичем Милютиным уже в 1912 году было предсказано использование и появление в вооружённых силах России и мира автомобиля, бронеавтомобиля, танков и самоходных артустановок.

«Есть ли что-либо невозможное, например, в том, что автомобили не только вполне заменят повозки в обозах, но проберутся даже в полевую артиллерию. Вместо полевых орудий с конскою упряжью войдут в состязание на поле сражения подвижные бронированные батареи, и битва сухопутная уподобится битве морской.»— Д. А. Милютин, «Старческие размышления о современном положении военного дела в России» (1912 год).
История самоходных артиллерийских установок начинается вместе с историей тяжёлых пушечных бронеавтомобилей в начале XX века и развитием танков во время Первой мировой войны. Более того, технически первые французские танки «Сен-Шамон» и «Шнейдер» скорее являются аналогами более поздних штурмовых САУ, нежели танками. 
Середина и вторая половина XX века были временем бурного развития разнообразных самоходных артиллерийских установок в ведущих технологически развитых странах. Достижения военной науки начала XXI века — высокая точность огня, электронные системы позиционирования и наведения — позволили САУ, по мнению специалистов, отмечающих высокую роль самоходной артиллерии в условиях современного боя, занять значимое место среди прочей бронетехники, ранее безраздельно принадлежавшее танкам.

### Ранний период развития (1914—1939)
В начале своего развития самоходно-артиллерийские установки представляли широкий конгломерат разнообразных конструктивных идей и их воплощений в металле. На полях сражений Первой мировой войны применялись артиллерийские орудия, установленные на шасси коммерческих грузовиков, сельскохозяйственных тракторов и даже на гусеничных шасси, приводимых в движение электроэнергией по проводам от внешнего электрогенератора (при ничтожно малых продвижениях в условиях позиционной войны это было неудивительно). Однако развитие танков определило дальнейший ход конструкторских поисков — пришло осознание того факта, что танковая база является наиболее оптимальной для монтажа мощных артиллерийских систем. Не были забыты и орудия на небронированных автошасси — в то время они обладали гораздо большей мобильностью, чем тихоходные танки и могли оперативно перебрасываться на наиболее опасные участки боевых действий.
В России проект сверхтяжёлой сильнобронированной САУ для борьбы с укреплениями врага был предложен В. Д. Менделеевым, — сыном знаменитого химика Д. И. Менделеева. Этот проект, известный под названием «Танк Менделеева», являлся весьма передовым для своего времени, однако не был воплощён в металле. В Первую мировую и гражданскую войны активно использовались самоходные «противоаэропланные» 76,2-мм орудия Ф. Ф. Лендера на базе грузовиков «Руссо-Балт». Часть из них имела даже частично бронированные кабины.
В 1920-е годы с самоходными артиллерийскими установками активно экспериментировали в Советском Союзе и Германии. Также известный танковый конструктор У. Кристи построил ряд прототипов САУ в США. Однако большинство этих проектов можно классифицировать как суррогатные САУ на автомобильных или тракторных шасси — сказывалась нехватка или отсутствие промышленной базы и достаточного количества танковых шасси.
В последующее десятилетие СССР и нацистская Германия создали производительное танкостроение и, как следствие многочисленные танковые силы, и появилась возможность задействовать танковые шасси для создания САУ. В СССР создали экспериментальные прототипы тяжёлых САУ СУ-14 на базе тяжёлых танков Т-35 и Т-28. Выпустили мелкой серией самоходки непосредственной поддержки пехоты на базе лёгкого танка Т-26 и танкетки Т-27. В Германии для переделки под САУ использовали устаревшие лёгкие танки Pz Kpfw I. В других странах САУ рассматривались как суррогат танков и практически не использовались. (Как потом покажет Вторая мировая война, — это было стратегической военно-технической ошибкой всех кто отказался от использования САУ.)

### Вторая мировая война (1939—1945)
Полномасштабная война потребовала от воюющих сторон полного использования всех имеющихся ресурсов, первой из стран с этим столкнулась Германия — многие устаревшие и трофейные танки были переделаны в САУ, на базе собственных современных машин создавались более дешёвые и простые в производстве самоходно-артиллерийские установки. Широко известны выдающиеся немецкие штурмовые орудия StuG III и StuG IV на базе Pz Kpfw III и Pz Kpfw IV, соответственно, самоходные гаубицы Wespe, Hummel, Grille и истребители танков Marder, и Elefant (до 27 февраля 1944 года назывались «Фердинанд»). В 1944 году появились усовершенствованные образцы «Хетцер», «Ягдпантера» и «Ягдтигр», со второй половины года выпуск разнообразных САУ в Германии превысил выпуск танков.
Красная Армия встретила войну не имея крупносерийных самоходок (хотя некоторые исследователи относят тяжёлый танк КВ-2 к штурмовым орудиям), однако уже в июле 1941 года была создана САУ ЗИС-30, а к концу 1942 года на вооружение поступили первые серийные штурмовые орудия СУ-122. 27 декабря 1942 года вышло Постановление ГКО № 2662 «О сформировании самоходных артиллерийских полков РГК», согласно которому были сформированы первые два самоходно-артиллерийских полка — 1433 сап и 1134 сап (по 17 СУ-76 и 8 СУ-122 в каждом).
К 9 мая 1945 года в составе Красной Армии имелось 12 самоходно-артиллерийских бригад (7 легких, 4 средних и 1 тяжёлая), 256 самоходно-артиллерийских полков (119 лёгких, 81 средних и 56 тяжёлых), 70 отдельных самоходно-артиллерийских дивизионов в составе стрелковых дивизий и 21 дивизион в составе лёгких самоходно-артиллерийских бригад.
Противостояние с тяжёлой немецкой бронетехникой привело к появлению таких образцов советских самоходок, как СУ-100, ИСУ-122 и ИСУ-152. Все советские САУ того времени (в отличие от сильно специализированных немецких) были универсальными боевыми машинами. Модернизированные СУ-100 и ИСУ-152 находились на вооружении Советской Армии ещё два десятка лет после окончания Второй мировой войны. Завод Уралмаш в Екатеринбурге выпустил последнюю СУ-100 в 1946 году, в боях она не побывала — рабочие установили самоходку на постамент в качестве памятника.
Англоамериканские конструкторы сосредоточились в большей степени на развитии класса самоходных гаубиц (M7 Priest, М12, Bishop, Sexton) и в несколько меньшей на развитии противотанковых САУ (M10 Wolverine, M18 Hellcat, M36 Jackson, Archer).

### Современный период (1945 — настоящее время)
Развитие концепции основного боевого танка привело к исчезновению штурмовых орудий как класса боевых машин. Многочисленные ракетные противотанковые системы и боевые вертолёты сделали морально устаревшими САУ-истребители танков. Как результат дальнейшее развитие получили самоходные гаубицы и зенитные самоходные установки (ЗСУ). В последнее время многие подклассы ЗСУ эволюционировали от артиллерийских и ракетных к комбинированным — ракетно-артиллерийским. В СССР бурное развитие ракетных технологий даже негативно сказалось на развитии ствольной артиллерии, но к началу 1970-х годов САУ-ветеранам Великой Отечественной войны пришли на смену современные артиллерийские комплексы 122-мм 2С1 «Гвоздика», 152,4-мм 2С3 «Акация» и 2С5 «Гиацинт», 203-мм 2С7 «Пион», 240-мм самоходный миномёт 2С4 «Тюльпан», известные также как «Цветочная серия». Дальнейшее развитие привело к созданию самых совершенных советских и российских САУ: авиадесантируемой 120-мм 2С9 «Нона», 152,4-мм 2С19 «Мста-С» и 152,4-мм 2С35 «Коалиция-СВ». Линию развития артиллерийских ЗСУ продолжили комплексы ЗСУ-23-4 «Шилка». Пришедшая на смену «Шилке» 2К22 «Тунгуска» — уже ракетно-артиллерийская ЗСУ.
Несмотря на огромное развитие современного высокоточного ракетного оружия не утратили своего значения самоходные гаубицы. Основные причины развития самоходных артиллерийских установок это:
- артиллерийские снаряды не подверженны помехам и меньше зависят от метеорологических условий;
- невозможность перехвата артиллерийских снарядов средствами ПВО;
- стоимость снаряда значительно меньше ракет;

Благодаря современным радиолокационным и космическим средствам разведки и навигации повышена точность огня ствольной артиллерии. Автоматизированные системы управления способны одновременно наводить на цель десятки орудий, синхронизируя их выстрелы. Современные САУ способны работать в режиме «шквального огня», при котором несколько снарядов, выпущенных по разным траекториям из одного орудия, одновременно поражают цель
На сегодняшний день на вооружении многих стран мира стоят самоходные артиллерийские установки, как гусеничные, так и колесные самоходные артиллерийские системы.

#### Некоторые современные САУ
- 2С25 «Спрут-СД» — самоходная противотанковая пушка (СПТП), предназначенная для борьбы с танками и другой бронетехникой и живой силой противника в составе подразделений воздушно-десантных войск;
- 2С31 «Вена» — САО батальонной артиллерии, предназначенная для подавления живой силы, артиллерийских и миномётных батарей, ракетных установок, бронированных целей, огневых средств и пунктов управления в интересах мотострелковых (механизированных) батальонов сухопутных войск;
- 2С34 «Хоста» — САО батальонной артиллерии, являющаяся глубокой модернизацией 2С1 «Гвоздики» с внедрением ряда компонентов 2С31 «Вены», 2С23 «Ноны-СВК», а также «Объекта 118» (ГМЗ) и предназначена для подавления живой силы, артиллерийских и миномётных батарей, ракетных установок, бронированных целей, огневых средств и пунктов управления на расстоянии до 14 км;
- 2С35 «Коалиция-СВ» — российский 152-мм межвидовой артиллерийский комплекс на базе танка «Т-90» с максимальной дальностью стрельбы до 80 км, максимальным возимым боезапасом до 70 выстрелов и скорострельностью до 16 выстрелов в минуту.
- M109A7 «Паладин» — полностью переработанная модель САУ М109.
- PzH 2000 — САУ, разработанная компанией Krauss-Maffei Wegmann, стоит на вооружении ряда стран НАТО;
- CAESAR — 155-мм САУ, разработанная и производимая фирмой Nexter на вооружении Франции, Дании, Индонезии, Саудовской Аравии и Таиланда;
- FH77 BW L52 «Арчер» — 155-мм многоцелевая самоходная артиллерийская гаубица, отличительной особенностью является отсутствие необходимости в дополнительных номерах расчёта для её заряжания. Разработана концерном «BAE Systems Bofors».
- 2С22 «Богдана» — 155-мм колёсная самоходная гаубица на шасси КрАЗ-63221

## Эрзац САУ
В условиях дефицита средств непосредственной огневой поддержки участники вооружённых конфликтов использовали имеющиеся ресурсы для создания эрзац САУ.
Обычно подобные машины создаются путём кустарной установки буксируемых орудий и миномётов на шасси грузовиков или бронетехники.
Типичными примерами являются установка зенитных установок ЗУ-23-2, С-60, миномётов Василёк на шасси МТ-ЛБ и грузовиков.
В конфликтах малой интенсивности и при (контр)партизанских действиях подобные машины зарекомендовали себя как ценное средство усиления боевых групп.

## В массовой культуре
Боевые будни экипажа самоходной артиллерийской установки описаны в книге Виктора Курочкина «На войне как на войне» и в одноимённом фильме.